# Visions from the Spiral Generator
Visions from the Spiral Generator är det fjärde fullängdsalbumet av Vintersorg, lanserad juni 2002 av skivbolaget Napalm Records. Här fortsätter bandet stilen som det började med på Cosmic Genesis och utvecklar den ännu mer. Mixad på TopRoom Studio i april 2002.

## Låtlista
1. "Quotation" – 0:50
2. "Vem styr symmetrin?" – 4:35
3. "A Metaphysical Drama" – 5:20
4. "Universums dunkla alfabet" – 4:33
5. "E.S.P. Mirage" – 5:00
6. "Spegelsfären" – 6:10
7. "The Explorer" – 6:47
8. "A Star-Guarded Coronation" – 5:16
9. "Trance Locator" – 2:22

Alla låtar skrivna av Vintersorg.

## Medverkande
Musiker (Vintersorg-medlemmar)
- Vintersorg (Andreas Hedlund) – sång, gitarr, keyboard, hammondorgel, editering
- Mattias Marklund – gitarrer

Bidragande musiker
- Steve DiGiorgio – basgitarr
- Asgeir Mickelson – trummor
- Nils Johansson – analog synt, hammondorgel ("Universums Dunkla Alfabet")
- Lazare (Lars Are Nedland) – hammondorgel ("A Metaphysical Drama")

Produktion
- Vintersorg – producent, ljudtekniker, ljudmix, mastering
- Mattias Marklund – producent, ljudtekniker, ljudmix, mastering
- Børge Finstad – ljudtekniker, ljudmix
- Nils Johansson – ljudtekniker
- Chris Dugan – ljudtekniker
- Asgeir Mickelson – omslagsdesign, foto
- Darren Travis – foto
- Paulina Holmgren – foto